# Chiesa di San Protaso al Castello
La chiesa di San Protaso al Castello, anche chiamata San Protaso in Campo intus, era una chiesa di Milano. Situata all'incirca sull'attuale incrocio tra via Landolfo e via Giuseppe Sacchi, è stata demolita nel 1786.

## Storia
Una prima chiesa con questo nome esisteva dal XII secolo sull'area attuale del Castello Sforzesco, demolita da Galeazzo II Visconti per far costruire il Castello di Porta Giovia: il suo nome "in Campo intus" derivava dal fatto che l'edificio si trovava dentro alle mura dell'epoca, per distinguerla dalla vicina Chiesa di San Protaso alle Tenaglie detta al contrario "in Campo foris" in quanto fuori dalle mura. La chiesa fu dunque ricostruita nel 1388 in una nuova posizione dove rimase fino al XVIII secolo: la chiesa si trovava all'epoca all'incrocio tra la contrada di San Protaso al Foro e il vicolo di San Protaso al Foro. Della nuova chiesa si hanno testimonianza da documenti relativi agli anni 1402, oltre che nelle visite del cardinale Federico Borromeo del 1610. La chiesa fu a capo all'omonima parrocchia fino alla soppressione di quest'ultima, avvenuta nell'anno della demolizione dell'edificio.

## Architettura
L'aspetto delle chiesa del XIV secolo può venire parzialmente dedotto dai documenti delle visite pastorali del 1610: la chiesa si presentava di forma rettangolare "con qualche cappella laterale".